# Назад в будущее
«Наза́д в бу́дущее» (англ. Back to the Future) — американский научно-фантастический фильм режиссёра Роберта Земекиса. Сценарий написали Земекис и Боб Гейл, исполнительные продюсеры — Стивен Спилберг, Фрэнк Маршалл и Кэтлин Кеннеди. Главные роли исполнили Майкл Джей Фокс, Кристофер Ллойд, Лиа Томпсон, Криспин Гловер и Томас Ф. Уилсон. По сюжету подросток Марти Макфлай случайно попадает из современного 1985 года в 1955 год, где мешает знакомству своих юных родителей.
Картина была задумана в 1980 году: несколько совместных работ Гейла и Земекиса обернулись провалами в коммерческом плане, около 40 студий отказались от «Назад в будущее», считая, что он не сможет конкурировать с популярными комедиями того времени. Земекис получил «зелёный свет» на постановку «Назад в будущее» благодаря успеху картины «Роман с камнем» 1984 года, которую он срежиссировал. Фокс был главным кандидатом на роль Марти, но он не мог сниматься из-за напряжённого рабочего графика. Тогда создатели взяли на роль Эрика Штольца. Вскоре после начала съёмок в ноябре 1984 года Земекис уволил Штольца, так как он не подходил на эту роль — режиссёр приложил максимум усилий, чтобы заполучить Фокса. На пересъёмки всех сцен ушло порядка $4 миллионов, дополнительно выделенных к бюджету. Съёмки проходили в Калифорнии и на студии «Universal» и завершились в апреле 1985 года. После замены Штольца дата премьеры была передвинута на 3 июля 1985 года, поэтому этап постпродакшена и работа над спецэффектами проходили в спешке.
Фильм стал самым коммерчески успешным фильмом года в мировом прокате, собрав более $381 миллиона, а также получил положительные отзывы критиков и зрителей: они оценили сюжет, лёгкую атмосферу комедии и актёрскую игру. Картина завоевала премию «Хьюго» за «Лучшую постановку», «Сатурн» за «Лучший фантастический фильм», «Оскар» за «Лучший монтаж звуковых эффектов»; а также получила три номинации на премию «Оскар», четыре номинации на «Золотой глобус» и пять номинаций на премию «BAFTA». Титульная песня «The Power of Love» группы Huey Lewis and the News также стала международным хитом.
С годами фильм получил культовый статус и стал одним из величайших представителей кинематографа 1980-х годов. В 2007 году Библиотека Конгресса США выбрала этот фильм для сохранения в Национальном реестре фильмов, а в июне 2008 года Американский институт киноискусства поставил его на 10-е место в списке лучших картин в жанре научной фантастики. Фильм положил начало трилогии «Назад в будущее», включающей продолжения «Назад в будущее 2» (1989) и «Назад в будущее 3» (1990), и франшизы, в которую вошли мультипликационный сериал, компьютерные и настольные игры, аттракционы, комиксы и документальные фильмы и др. В 2020 году в Лондоне состоялась премьера театрального мюзикла по мотивам первого фильма.

## Сюжет

### 1985 год
Марти Макфлай — обычный семнадцатилетний американский юноша, живущий в 1985 году в неблагополучной семье Макфлаев в городке Хилл-Вэлли (штат Калифорния). Его отец Джордж постоянно терпит издевательства и насмешки своего шефа Биффа Таннена, а мать Лоррейн — алкоголичка с избыточным весом, его брат Дейв работает на низкооплачиваемой работе, а сестра Линда никак не может найти себе кавалера. Утром 25 октября 1985 года Марти по дороге в школу заходит домой к своему другу-учёному, доктору Эмметту Брауну по прозвищу Док, но самого его не застаёт. Док звонит Марти и просит встретиться в 1:15 ночи на автостоянке у торгового центра «Две сосны», дабы показать ему нечто удивительное. В этот момент все часы в доме Дока начинают синхронно звонить. Услышав звон, Док радуется, ведь его эксперимент успешно закончился и теперь все его часы отстают ровно на 25 минут. Марти понимает, что опаздывает, прощается с Доком и на скейтборде, цепляясь за бамперы машин, быстро добирается до школы.
В школе Марти встречает свою подружку Дженнифер, которая тоже умудрилась опоздать. Они попадаются на глаза директору Стрикленду, который выписывает квитанцию за опоздание обоим, напоминая Марти о том, что его отец всегда был неудачником, и его тоже ждёт такая участь. После занятий Марти и его музыкальный коллектив проходят прослушивание, но музыкальная комиссия не принимает его музыку. Дженнифер советует ему не расстраиваться и продолжать репетировать. В этот момент какая-то старушка даёт Марти листовку, призывающую сохранить часы на здании суда, которые уже 30 лет находятся в нерабочем состоянии после удара молнии. Вечером за ужином его мать рассказывает о том, какими были их отношения с его отцом и как они познакомились, когда тот попал под машину её отца.
Марти встречается с Доком, как и планировалось. Тот демонстрирует своему юному другу DeLorean DMC-12, модифицированный им под машину времени. Она работает при помощи плутония, генерирующего 1,21 ГВт мощности для устройства, которое изобретатель назвал «потоковым накопителем». Док объясняет, что для перемещения во времени необходимо достигнуть скорости 88 миль в час (142 км/ч). Посадив своего пса Эйнштейна в машину, он отправляет его в будущее ровно на одну минуту. Собака благополучно возвращается, и затем Док делится на видеокамеру своими планами относительно путешествия на 25 лет вперёд (в 2010 год). Однако в этот момент Браун замечает, что ливийские террористы, у которых он обманом получил плутоний для машины, когда те заказали у него бомбу, нашли его, и их микроавтобус приближается к автостоянке. Марти спасается, прыгнув в DeLorean, однако на его глазах один из террористов расстреливает безоружного Дока в упор из автомата Калашникова (который периодически заклинивает). Террористы пускаются в погоню за Марти, и один из них уже собирается взорвать машину доктора Брауна из гранатомёта РПГ-7, но в этот момент Марти достигает скорости 88 миль в час и исчезает, переместившись в 5 ноября 1955 года, поскольку эта дата была введена Доком во временном контуре (день, когда ему пришла в голову идея устройства потокового конденсатора, воплощённого в машине времени).

### 1955 год
Переместившись во времени, Марти оказывается на ферме Пибоди (на месте которой позднее появится торговый центр «Две сосны») и его машина на полной скорости влетает в сарай. Хозяева просыпаются от шума и бегут к сараю. Из-за противорадиационного костюма, который Макфлай надел, когда помогал Доку заправлять машину плутонием, семья фермера принимает Марти за инопланетянина, а DeLorean — за космический корабль. Спасаясь на машине от разъярённого хозяина, вооружённого охотничьей двустволкой, Марти нечаянно сбивает одну из двух сосен возле дома фермера (впоследствии в будущем торговый центр будет назван уже «Одинокая сосна»). Решив, что всё это лишь кошмарный сон, Марти едет домой, но обнаруживает, что район, в котором он живёт (точнее, будет жить), ещё даже не застроен. Марти прячет машину за рекламным щитом нового района Lyon Estates и отправляется в город пешком.
В городе Марти окончательно убеждается, что попал в 1955 год, увидев дату в газете, затем заходит в кафе, где встречает своего отца Джорджа, а также Биффа и его банду, на тот момент — своих ровесников. Следя за Джорджем, Марти наблюдает, как тот, взобравшись на дерево, подглядывает в бинокль за переодевающейся дома Лоррейн и, сорвавшись, падает прямо на дорогу под проезжающий автомобиль её отца. Марти прыгает, чтобы спасти его, и принимает удар на себя. Очнувшись, Марти видит Лоррейн, юную и стройную, которая с первого взгляда влюбляется в него. Она ошибочно называет его Кельвином Кляйном, потому что это имя написано у Марти на трусах. Марти уворачивается от её приставаний и, пообедав с семьёй Бейнс, отправляется на поиски Дока Брауна.
Марти отыскивает Дока по адресу из справочника, убеждает его, что прибыл из будущего, и просит помочь вернуться в 1985 год. Док объясняет, что плутоний, необходимый для создания мощности в 1,21 ГВт, в пятидесятые годы — большая редкость, и заменить его может разве что разряд молнии. Марти вспоминает о листовке из будущего, в которой говорилось, что молния ударит в часы на здании суда в следующую субботу, 12 ноября, ровно в 22:04. Эмметт Браун берёт на себя задачу вернуть подростка назад в будущее и предупреждает: чтобы не нарушить пространственно-временной континуум, Марти не должен ни с кем общаться. Однако Марти уже изменил ход истории, помешав знакомству своих родителей. И теперь, по мнению Дока, он во что бы то ни стало обязан свести их, иначе попросту исчезнет из бытия. Марти вспоминает, что у него с собой семейная фотография 1984 года, на которой запечатлён он сам вместе с братом Дэйвом и сестрой Линдой. С ужасом обнаружив, что у Дэйва на снимке отсутствует голова, он понимает, что Док прав.
Всю неделю Марти усиленно пытается подружить Джорджа и Лоррейн, но у него ничего не выходит — мать только влюбляется в Марти всё сильнее, а Джорджа попросту игнорирует. Всему виной нерешительность Джорджа и его страх перед Биффом Танненом, его главным противником. Зная слабость Джорджа к научной фантастике, Марти является к нему ночью в противорадиационном костюме, и, включив музыку Van Halen и представившись пришельцем Дартом Вейдером с планеты Вулкан, требует, чтобы Джордж пригласил Лоррейн на вечерний школьный бал, угрожая в противном случае «расплавить мозги».
Тем временем Док разрабатывает план, благодаря которому Марти сможет вернуться в 1985 год. Суть этого плана заключается в следующем:
1. К громоотводу, стоящему на крыше здания мэрии с часами, учёный подсоединит промышленные кабели, которые затем протянет к двум фонарным столбам по обеим сторонам проезжей части. На крышу машины времени будет установлена штанга для приёма разряда молнии.
2. Машина с Марти, стоящая на стартовой позиции, после привода в движение начнёт разгоняться до нужной скорости.
3. И когда в 22:04 молния ударит в громоотвод, выведет из строя часы и пройдёт по кабелям, а штанга машины зацепится за них, разряд попадёт прямо в потоковый накопитель, что приведёт к перемещению во времени.

Джордж же пытается пригласить Лоррейн, но ему мешает громила Бифф. Марти разрабатывает план, согласно которому Джордж должен «спасти» Лоррейн от сексуальных домогательств, которые Марти устроит в машине, когда они с Лоррейн приедут на бал. Однако в решающий момент заявляется пьяный Бифф, вытаскивает Марти из автомобиля и начинает активно приставать к Лоррейн. Банда Биффа, схватив Марти, засовывает его в багажник другой машины. Действуя по плану, Джордж открывает дверь автомобиля, но вместо Марти обнаруживает в машине Биффа. Тем не менее, Джордж уже не желает отступать. Озлобленный Бифф заламывает ему руку, но Джордж, проявив решительность, наносит Биффу разящий удар кулаком свободной руки в челюсть, отчего тот теряет сознание.
Марти же оказывается запертым в багажнике машины, принадлежащей той самой группе, под музыку которой его родители впервые поцеловались. Пытаясь вызволить Марти из заточения, гитарист группы Марвин Берри повреждает руку. Марти соглашается ненадолго подменить его, но во время выступления замечает, как его брат и сестра исчезают с семейной фотографии, прикреплённой к головке гитары. Он уже чувствует, как его собственная рука начинает пропадать, но в этот момент Лоррейн и Джордж целуются. Марти приходит в себя, а на фотографию возвращаются все родственники. Затем Марти просят сыграть что-нибудь, и он играет «Johnny B. Goode» Чака Берри, плавно переходящую из рок-н-ролла 1950-х в хэви-метал 80-х. Марвин Берри звонит своему двоюродному брату Чаку и через телефонную трубку даёт тому послушать поразившую его композицию.
Закончив выступление, Марти уходит переодеваться перед возвращением домой, не забыв попрощаться с Лоррейн и Джорджем. Незадолго до этого он написал письмо Доку, чтобы предупредить его о грядущем нападении ливийцев. Однако возмущённый Док рвёт письмо, не читая, опасаясь изменить своё будущее не в лучшую сторону. Перед отправкой возникают препятствия: то из-за упавшего дерева размыкаются кабели, по которым в потоковый накопитель машины должен попасть разряд молнии, то DeLorean сразу не заводится. Но в последний момент Доку удаётся всё исправить, и ровно в 22:04 Марти успешно перемещается в 1985 год.

### Назад в 1985 год
Выставив таймер на одиннадцать минут раньше, Марти прибывает в свой год, но не успевает предотвратить расстрел Дока. Оплакивая давнего друга, он замечает, что тот очнулся. Док показывает Марти пуленепробиваемый жилет и склеенное из кусочков письмо и говорит, что всё же прочитал его и успел подготовиться к расстрелу. Док подвозит Марти домой, а сам отправляется в будущее. Марти просыпается утром и понимает, что его дом стал совершенно иным, а семья из бедной превратилась в преуспевающую. У его брата Дэйва престижная работа, сестра Линда пользуется популярностью, Лоррейн отлично выглядит, Джордж стал уверенным в себе писателем научной фантастики, а Бифф превратился в мойщика машин, работающего на семью Макфлаев. В то время как Марти и Дженнифер встречаются возле гаража, где Марти с восторгом рассматривает свою новую машину, появляется Док из будущего. Он заставляет и Дженнифер, и Марти отправиться с ним в будущее (в 2015 год), чтобы предотвратить некие страшные события из жизни их детей. Они садятся в машину времени, которая взлетает и исчезает из настоящего.

## В ролях
| Актёр              | Роль                | Описание роли                                                                |
| ------------------ | ------------------- | ---------------------------------------------------------------------------- |
| Майкл Джей Фокс    | Марти Макфлай       | школьник-музыкант                                                            |
| Кристофер Ллойд    | доктор Эмметт Браун | эксцентричный учёный, экспериментирующий со временем                         |
| Лиа Томпсон        | Лоррейн Бейнс       | романтичная девочка-подросток из 1955 года, мать Марти                       |
| Криспин Гловер     | Джордж МакФлай      | странный школьник, автор фантастических рассказов, отец Марти                |
| Томас Ф. Уилсон    | Бифф Таннен         | школьный задира, будущий начальник Джорджа                                   |
| Клаудия Уэллс      | Дженнифер Паркер    | возлюбленная Марти                                                           |
| Марк МакКлюр       | Дэйв МакФлай        | брат Марти                                                                   |
| Уэнди Джо Спербер  | Линда МакФлай       | сестра Марти                                                                 |
| Джеймс Толкан      | Стрикленд           | директор старшей школы Хилл-Вэлли в 1955 и 1985 годах                        |
| Гарри Уотерс мл.   | Марвин Берри        | кузен Чака Берри                                                             |
| Эльза Рейвен       | пожилая женщина     | в начале фильма собирает пожертвования для исторического общества Хилл-Вэлли |
| Хьюи Льюис         | эпизод              | прослушивание музыкальных групп в школе                                      |
| Джордж Диченцо     | Сэм Бэйнс           | отец Лоррейн, дедушка Марти                                                  |
| Фрэнсис Ли Маккейн | Стэлла Бэйнс        | мать Лоррейн, бабушка Марти                                                  |
| Джейсон Харви      | Милтон Бэйнс        | брат Лоррейн, дядя Марти                                                     |
| Джеффри Джей Коэн  | Бритоголовый        | член банды Биффа                                                             |
| Кэйси Семашко      | 3D                  | член банды Биффа                                                             |
| Билли Зейн         | Зубочистка          | член банды Биффа                                                             |
| Норман Олден       | Лу                  | владелец кафе                                                                |
| Дон Фуллилав       | «Голди» Уилсон      | уборщик в кафе, будущий мэр Хилл-Вэлли                                       |
| Уилл Хэр           | Пибоди              | старик                                                                       |
| Кортни Гейнс       | школьник            | «разбивает» пару Джорджа и Лоррейн на танцах                                 |
| Ричард Л. Дюран    | эпизод              | ливийский террорист                                                          |
| Джефф О’Хэйко      | эпизод              | ливийский террорист                                                          |

## Производство

### Сценарий
Сразу после выхода картины «Подержанные автомобили» Боб Гейл посетил дом родителей в Сент-Луисе (штат Миссури). Там, разбирая подвал, он нашёл школьный ежегодник своего отца и узнал, что в выпускном классе тот был старостой. В этот момент Гейл вспомнил старосту своего класса и что никогда с ним не дружил. Тогда Боб спросил себя — а дружил бы он со своим отцом? Вернувшись в Калифорнию, Гейл изложил свою идею Роберту Земекису. Тот рассказал другу историю о том, как его мать утверждала, что никогда не целовала мальчиков в школе, хотя, как позже выяснилось, на самом деле она была не такой консервативной.
Тогда авторы начали работу над сценарием, который предложили «Columbia Pictures» в сентябре 1980 года.
Работая над проектом, Земекис и Гейл использовали систему, в которой все основные идеи и сюжетные подробности записывались на карточки. Первый черновой вариант сценария фильма был готов после пяти месяцев работы, а ещё через полгода авторы закончили вторую версию, датированную 7 апреля 1981 года. В ней Марти Макфлай — музыкант, также зарабатывающий видеопиратством, Док Браун — профессор, который работает в университете в 1955 году. Место действия — маленький западный город, ещё не получивший названия Хилл-Вэлли. Машиной времени должна была стать большая морозильная камера, но от этой идеи отказались, посчитав, что дети, посмотрев фильм, могли бы пострадать, закрывшись в холодильнике. В первоначальном сценарии Док Браун из 1950-х не знал, где взять энергию в 1,21 ГВт, и решил, что источник такой мощности может быть только при ядерном взрыве. Герои отправляются на атомную станцию. Съёмки этого эпизода оказались бы слишком дорогостоящими, поэтому вместо него был придуман сюжетный ход с молнией и часами. В сценарии также существовало несколько незначительных отличий.
Многочисленные студии отклоняли сценарий, считая его слишком детским и советуя предложить идею студии «Disney», от которой авторы также получили отказ, мотивированный тем, что любовная линия между сыном и матерью слишком провокационна для их компании. Наконец кинокомпания «Universal Pictures» заинтересовалась проектом. Продюсером фильма выступил Стивен Спилберг, ранее работавший с Гейлом и Земекисом над фильмами «Я хочу держать тебя за руку», «Подержанные автомобили» и «1941» — они не стали коммерческими хитами, поэтому Земекис решил, что ему нужно снять успешную картину, срежиссировал фильм «Роман с камнем», и проект «Назад в будущее» наконец получил «зелёный свет». Сид Шайнберг, начальник студии «Universal Pictures», потребовал от Земекиса и Гейла изменить сценарий. Во-первых, мать Марти должна была получить имя Лоррейн (жену самого Шайнберга звали так), а не Мэг, как изначально было в сценарии. Доку Брауну в качестве спутника полагалась собака вместо шимпанзе. И наконец Шайнберг считал, что фильм со словом «будущее» в названии не может быть кассовым, поэтому потребовал поменять его на «Космический пришелец с Плутона» (англ. Space Man From Pluto). В сцене, где Марти Макфлай утверждает, что его зовут Дарт Вейдер с планеты Вулкан, он должен был сказать «с планеты Плутон». Шайнберг послал авторам соответствующий меморандум. По двум первым пунктам они уступили, но название менять категорически не хотели. На помощь им пришёл исполнительный продюсер Стивен Спилберг — он послал в ответ: «Спасибо, Сид, за удачную шутку — мы очень смеялись». Чтобы сохранить репутацию, Шайнберг не стал настаивать на изменении названия фильма.
Спустя три года, 11 июля 1984 года, завершилось написание третьей версии, в которой Марти уже не был видеопиратом, а профессор Браун теперь звался Эмметт Браун. Город, где происходят события, был назван Элмдэйл (англ. Elmdale). Машиной времени стал DeLorean DMC-12. В четвёртой версии сценарий приобрёл все основные сюжетные линии, которые встречаются в фильме. Наиболее значимым отличием является время действия, когда Марти попал в прошлое (март, а не ноябрь 1955 года), а Док ещё не изобрёл основы машины времени — «потоковый накопитель».

### Подбор актёров
Первым претендентом на роль Марти Макфлая был 23-летний канадский актёр Майкл Джей Фокс, которого Земекис встретил в Пасадене на площадке фильма «Волчонок», когда искал места для натурных съёмок. Фокс хотел принять участие в новом проекте Спилберга, в котором также снимался Криспин Гловер, с которым Майкл уже работал ранее. Однако Фокс был занят в сериале «Семейные узы», и продюсер этого шоу, Гарри Голдберг, не хотел отпускать актёра, боясь, что это негативно скажется на успехе сериала. Премьера фильма была запланирована на май 1985 года, а в конце 1984 года выяснилось, что привлечь Фокса к съёмкам не получается. Другими претендентами на роль Марти были ровесник Фокса 23-летний Эрик Штольц и более молодой 18-летний Си Томас Хауэлл. Продюсерам понравилась игра Штольца в фильме «Маска» (который к тому моменту ещё не вышел на экраны), и он был утверждён на роль. Из-за сложностей при кастинге начало съёмок дважды откладывалось.
После 5 недель съёмок, когда было снято не менее 1/3 всех сцен с участием Марти, Земекис понял, что Штольц не подходит для этой роли. Продюсер Стивен Спилберг и Земекис решились на замену актёра даже несмотря на то, что пересъёмки увеличивали бюджет фильма с 14 до 17 миллионов. По словам Земекиса, Штольц играл не просто драматично, он был «убийственно драматичен». Сам Штольц также сомневался, что подходит на эту роль, в частности, у него не получалась езда на скейтборде — он говорил об этом в телефонном разговоре с Питером Богдановичем. В январе 1985 года в сериал «Семейные узы» вернулась другая его звезда, Мередит Бакстер, что позволило создателям «Назад в будущее» возобновить переговоры с Фоксом. Голдберг разрешил Фоксу сниматься в фильме с условием, что в случае необходимости его занятости в сериале он вернётся. По словам Земекиса, Майклу не приходилось играть, актёру был близок образ Марти, тогда как Штольц был человеком совсем другого склада. Фоксу очень понравился сценарий, а также «высокие» отзывы Земекиса и Гейла о Штольце, несмотря на то, что его пришлось уволить. Пер Велиндер и Боб Шмельцер помогали в постановке сцен на скейтборде. По словам Фокса, образ Марти «был ему близок» — «всё, чем я занимался в школе — катался на доске, гонялся за девчонками и играл в группе. Я даже мечтал стать рок-звездой». В одном месте в фильме всё же можно увидеть Эрика Штольца. В сцене, в которой Марти сбивает Биффа с ног ударом (в кафе 1955 года) перед погоней на скейтборде, показан кулак Штольца. Также существует мнение, что в сцене, в которой Марти ныряет в DeLorean на стоянке, спасаясь от ливийцев, тоже показан Штольц.
На роль Дока Брауна также одно время планировалось пригласить другого актёра — Джона Литгоу, известного по сериалу «Третья планета от Солнца», но актёр был занят. Литгоу снимался вместе с Кристофером Ллойдом в фильме «Приключения Баккару Банзая в восьмом измерении», где играл сумасшедшего учёного, а Кристофер Ллойд — инопланетянина. Вторым вариантом был актёр Джефф Голдблюм. Образ Дока был в основном импровизацией Ллойда, сыгранной под влиянием личностей учёного Альберта Эйнштейна и дирижёра Леопольда Стоковского. Когда продюсер Нил Кэнтон предложил роль Ллойду, тот сначала отказался. Однако жена актёра убедила его принять предложение.
25-летний Томас Ф. Уилсон был выбран на роль Биффа Таннена вместо 19-летнего Джей Джей Коэна, так как Коэн был практически той же комплекции, что и Эрик Штольц, игравший роль Марти Макфлая изначально, а Бифф должен был быть более физически развитым, чем Марти. Если бы Фокс сразу начал играть Макфлая, то Коэн мог бы сохранить роль Таннена, будучи крупнее Фокса. Создатели картины решили не менять Уилсона на Коэна после того, как в фильм пришёл Фокс. В итоге Коэн сыграл одного из подручных Биффа.
18-летняя Клаудия Уэллс должна была играть Дженнифер вместе с Эриком Штольцем. Однако сроки съёмок постоянно сдвигались, и в конце концов она не смогла принимать в них участие. На её место была приглашена актриса Мелора Хардин. Однако, если Штольцу в роли Марти она в качестве подружки подходила, то Майклу Дж. Фоксу — нет, поскольку была выше, чем он.
Долгое время актрису Джилл Шолен рассматривали как основную претендентку на роль Дженнифер.
Но тем временем Клаудия Уэллс вновь освободилась и всё-таки согласилась её исполнить.
Джорджа Макфлая сыграл Криспин Гловер. Большинство характерных движений — к примеру, трясущиеся руки — были придуманы Гловером и Земекисом уже во время съёмок. Режиссёр шутил: «Мне приходилось набрасывать на него сеть, потому что его видение персонажа отличалось от моего на 50 процентов». Из-за разногласий по поводу условий контракта во втором и третьем фильме Гловера заменил Джеффри Уайсман.
Леа Томпсон получила роль Лоррейн, так как раньше снималась со Штольцем в картине «Безумная жизнь» — продюсеры заметили её в фильме во время кастинга Эрика.
На укладку «старящего» грима для съёмок начальной сцены у актрисы уходило три с половиной часа.

### Съёмки
После ухода Штольца Фокс занял его место, участвуя в проекте в перерывах между съёмками телевизионного шоу «Семейные узы» — в основном Фокс снимался в фильме с 6 вечера до 5 утра. На сон у актёра оставалось всего 5 часов в день. По пятницам он снимался с 10 вечера до 6—7 утра. Съёмки сцен на натуре проходили в выходные, так как только в эти дни он мог сниматься в дневное время. Это был изматывающий опыт для актёра. Фокс рассказывал: «Это была моя мечта — попасть в кино и на телевидение, но я не подозревал, что мне придётся быть и там, и там одновременно. Происходящее казалось мне странным дорожным приключением, в которое я пустился». Как-то Земекис даже сказал, что «Назад в будущее» — «фильм, съёмки которого никогда не закончатся». По его словам, съёмочный период продолжался постоянно, ночь за ночью, он сам едва держался на ногах от усталости и недосыпания. «В те дни я был в своей самой худшей форме», — признался режиссёр.
Сцены на площади городского суда Хилл-Вэлли проходили в знаменитых декорациях здания суда на студии «Universal». Боб Гейл вспоминал, что тогда невозможно было снимать на натуре, так как «ни один город не позволил бы превратить свою главную улицу в привет из пятидесятых». Создатели решили сначала снимать «красивую и новую» версию из 1950-х, а потом «полностью состарить», чтобы она выглядела грязной, для сцен в 1980-х годах. Для внешнего вида особняка Браунов использовали «Gamble House», а для интерьеров — «Robert R. Blacker House».
Съёмки супермаркета «Две сосны» (позже — «Одинокая сосна») проходили на парковке «Puente Hills Mall» в Индастри (Калифорния). Фасад школы Хилл-Вэлли снимали у «Whittier High School» в городе Уиттьер (штат Калифорния), где учился бывший президент США Ричард Никсон. А сцену танцев снимали в Объединённой методистской церкви Голливуда. Сцены у дома Бэйнсов снимали на Бушнелл-Авеню в Южной Пасадене в Калифорнии.
Съёмки закончились через 100 дней, 20 апреля 1985 года, и релиз картины перенесли с мая на август. Однако после крайне высоких зрительских оценок на первом тест-просмотре — по словам Фрэнка Маршалла, «публика чуть ли не до потолка прыгала от восторга, никогда такого не видел» — выход фильма назначили на 3 июля. Чтобы успеть в срок, монтажёры Артур Шмидт и Гарри Керамидас работали 24-часовые смены. Из финальной версии вырезали 8 минут, включая сцену, в которой Марти видит, как его мать списывает на экзамене, а Джорджа запирают в телефонной будке; сцену с Марти в роли «Дарта Вейдера» также сократили. Земекис чуть было не вырезал сцену с исполнением песни «Johnny B. Goode», но зрителям она понравилась, поэтому было принято решение оставить её.

### Спецэффекты
После завершения основных съёмок студия спецэффектов Industrial Light & Magic (ILM), основанная Джорджем Лукасом, за 8 недель создала все спецэффекты — полет DeLorean, молнию, ударяющую в часы, и другие. Для сцены, в которой на фото появляются брат и сестра Марти, ILM сделала гитарный гриф размером в 3—4 раза больше обычного и использовала увеличенное фото. Это была единственная возможность реализовать такой эффект в 1985 году. В общей сложности студия создала для картины 32 визуальных эффекта, которые дорабатывали по настоянию Гейла и Земекиса до самого конца съёмочного периода.

### Музыка
Композитор Алан Сильвестри ранее работал с Земекисом над фильмом «Роман с камнем», но тогда Спилбергу не понравился законченный вариант музыки. Земекис посоветовал Сильвестри написать более торжественную и эпичную музыку, несмотря на относительно малые масштабы событий в самом фильме. Сильвестри начал работать над новым вариантом за две недели до первого предпоказа. Также он предложил использовать песню Хьюи Льюиса и его группы «The News» в качестве титульной композиции фильма. Первая песня, написанная группой, была отвергнута студией «Universal», а затем они записали песню «The Power of Love». Боссам студии она понравилась, но они отметили, что название фильма не упоминается в тексте, а это было существенно, так как обычно студия отсылала саундтреки с титульным названием на радиостанции в качестве рекламы картины. В итоге в этом качестве была использована песня «Back in Time», звучавшая в сцене пробуждения Марти и в финальных титрах картины. В начале фильма, где Марти Макфлай участвует в конкурсе, в роли одного из судей появляется певец Хьюи Льюис, автор использованных в фильме песен «The Power of Love» и «Back in Time». Именно он, когда Марти играет «The Power of Love», останавливает музыку и говорит: «Боюсь, вы слишком громко играете».
Хотя создаётся впечатление, что Майкл Джей Фокс сам играет на гитаре в сцене на танцах, музыкальный супервизор картины, Бонс Хоуи, нанял музыканта Пола Хэнсона в качестве педагога для Фокса, который лишь делал вид, что играет на гитаре — во время работы с актёром Хэнсон добивался максимальной реалистичности в имитации игры.
Первоначальный релиз — саундтрек с песнями из картины — содержит лишь две композиции, написанные Аланом Сильвестри, обе песни Хьюи Льюиса и «The News», песни вымышленных Марвина Берри и группы «The Starlighters» (также в списке треков указано имя Марти МакФлая), одну ретро-композицию 1950-х годов под названием «The Wallflower (Dance With Me Henry)» и две поп-песни, которые появляются на заднем плане. 24 ноября 2009 года в продажу поступило ограниченное издание со всей музыкой, написанной Аланом Сильвестри. Издатель — лейбл «Intrada Records». Музыка к фильму «Назад в будущее» была выпущена на аудиокассетах в США компанией «MCA Records» в 1986 году и распространялась во всём мире.
Список композиций с официального альбома-саундтрека:
1. «The Power of Love» в исполнении Huey Lewis & The News
2. «Time Bomb Town» в исполнении Lindsey Buckingham
3. «Back To The Future Theme». Композитор — Алан Сильвестри
4. «Heaven Is One Step Away» в исполнении Эрика Клэптона
5. «Back in Time» в исполнении Huey Lewis & The News
6. «Overture». Композитор — Алан Сильвестри
7. «The Wallflower (Dance With Me Henry)» в исполнении Этты Джеймс
8. «Night Train» в исполнении Marvin Berry & The Starlighters
9. «Earth Angel (Will You Be Mine)» в исполнении Marvin Berry & The Starlighters
10. «Johnny B. Goode» в исполнении Marty McFly & The Starlighters

В фильме также звучало несколько композиций, не вошедших в официальный саундтрек. Среди них — инструментальная рок-версия песни «The Power of Love», которую Марти играет вместе со своей вымышленной группой «The Pinheads». Классический марш «The Washington Post» Джона Филипа Сузы звучит сопровождением предвыборной кампании мэра Реда Томаса. Песня «Mr. Sandman» из репертуара группы The Four Aces играет на главной площади, когда Марти впервые появляется на улицах Хилл-Вэлли в 1955 году. «The Ballad of Davy Crockett», исполненная Фессом Паркером, звучит в кафе «У Лу». Балладу «Pledging My Love» Джонни Эйса можно услышать в машине во время «свидания» Марти и Лоррейн. Кроме того, в фильме был использован фрагмент композиции, написанной Эдвардом Ван Халеном — ею Марти будит спящего Джорджа, надев на него наушники.

## Продвижение

### Скрытая реклама в фильме
Для фильма было заключено несколько контрактов для позиционирования рекламных продуктов — «Pepsi», «Texaco», «Toyota», «Nike», «Calvin Klein», «Converse» и др. Летающая розовая доска Марти выпущена фирмой «Mattel». Также в фильме вся видеотехника, на которой виден логотип, — марки «JVC». Это видеокамера Дока, телевизор, который во второй части продается в антикварном магазине в 2015 году, мониторы виртуальных официантов в кафе «Восьмидесятые», плазменная панель в будущем доме Макфлаев, очки виртуальной реальности у детей Марти в 2015 году, телевизор, который Бифф из альтернативного 1985 года смотрит с девушками в джакузи во втором фильме. Так же во второй части был показан логотип Black & Decker на бытовом устройстве для кухни: Black & Decker Hydrator.

### Другая продукция
По мотивам фильма были выпущены две компьютерные игры. Первая — Back To The Future — была разработана Software Images и издана Electric Dreams Software в 1985 году в Великобритании. Игра вышла на платформах ZX Spectrum, Commodore 64 и Amstrad CPC. Игрок управляет персонажем Марти, который должен избегать Лоррейн и спасти Джорджа от хулиганов. Продукт получил низкую оценку критиков и поклонников.
Разработкой игры Back To The Future, выпущенной в 1989 году компанией LJN, занималась австралийская студия Melbourne House. Игра вышла на Nintendo Entertainment System и также была раскритикована в игровом сообществе. Даже Боб Гейл посоветовал не покупать эту игру.

### Продолжение
«Назад в будущее 2» вышел в прокат 22 ноября 1989 года.

## Релиз

### Премьера
Премьера картины состоялась 3 июля 1985 года в 1200 кинотеатрах на территории Северной Америки. Земекис переживал, что фильм провалится, поскольку Фокс был занят на съёмках полнометражного фильма «Семейные узы» в Лондоне и не мог участвовать в рекламной кампании. Кроме того, Земекису не нравилось, что студия «Universal» выбрала в качестве слогана картины фразу «Ты хочешь сказать, что моя мать втюрилась в меня?» (англ. Are you telling me my mother's got the hots for me?). Тем не менее картина 11 недель продержалась на первой строчке в бокс-офисе. Гейл отмечает, что «во вторые выходные сборы возросли. Затем в августе вышли „Европейские каникулы“, столкнувшие нас с первой позиции, но через неделю мы вернулись на первое место».
Сборы в Северной Америке составили 210,61 млн долларов, а за рубежом — 173,2 млн. Общие сборы составили 383,87 млн долларов. Фильм стал четвёртым по сборам в премьерные выходные в 1985 году и самым кассовым фильмом года.
Картина была перевыпущена в кинопрокат по случаю 25-летнего юбилея в США и Великобритании в октябре 2010 года. Также компания «Universal Studios Home Video» выпустила подарочное DVD-издание и издание трилогии на Blu-ray дисках.
По этому случаю фильм был отреставрирован и восстановлен.
В рамках проекта «Проверено временем» фильм повторно выпустили в прокат в России 27 июня 2013 года.
В 2019 году фильм был перевыпущен компанией «Новый Диск» в составе коллекционного издания «Back to the Future Trilogy» на четырёх дисках. К 35-летию серии был запланирован перевыпуск трилогии в формате 4K UHD Blu-ray.

### Критика
Картина получила по большей части лестные отзывы критиков. По оценке сайта «Metacritic», основывающейся на 12 обзорах, средний рейтинг фильма составил 86 баллов из 100.
Сайт «Rotten Tomatoes», ссылаясь на 68 обзоров критиков, выводит средний рейтинг фильма — 8,6 из 10, отмечая 96 % положительных оценок. При этом сайт выделяет 11 обзоров ведущих критиков (англ. Top Critics), из которых 82 % дают положительную оценку фильму (средний рейтинг — 7,2 из 10).
Роджер Эберт, в частности, отметил, что у картины есть что-то общее с работами Фрэнка Капры, в особенности с фильмом «Эта прекрасная жизнь». Говоря о роли Земекиса, Эберт не преминул отдать должное и продюсеру проекта:

«…Возможно, стоит задуматься, не следует ли Спилберг примеру великих студийных боссов прошлого, отличавшихся умелым выбором нужного режиссёра для нужного проекта. В этом проекте благодаря такому сочетанию всё вышло с шармом, умом и массой смеха».
Оригинальный текст (англ.)…Maybe it's time to wonder if Spielberg is emulating the great studio chiefs of the past, who specialized in matching the right director with the right project. This time, the match works with charm, brains and a lot of laughter.

Джанет Маслин из «The New York Times» отмечает мастерство Земекиса, который способен разворачивать сюжет, не позволяя ему заходить слишком далеко:

«Он раскрывает сюжетную линию с той изобретательностью, которая подсказывает, что забавные причудливые небылицы будут накручиваться им ещё весьма долго».
Оригинальный текст (англ.)He handles Back to the Future with the kind of inventiveness that indicates he will be spinning funny, whimsical tall tales for a long time to come.

Кристофер Налл, впервые увидевший фильм будучи подростком, назвал его «квинтэссенцией 1980-х годов, научной фантастики, приключений, комедии и романтической истории — всё это идеально уместилось в один кинонабор для детей и взрослых».
Дэйв Кер из «Chicago Reader» отметил, что в сценарии Гейла и Земекиса «идеально сбалансированы научная фантастика, драматизм и юмор».
Журнал «Variety» высоко оценил игру Фокса и Ллойда в главных ролях, сравнив дружбу Марти и Дока с дружбой короля Артура и Мерлина.
«BBC News» оценил хитросплетения «качественно написанного и исполненного» сценария, отмечая, что «в диалогах ни один герой не говорит ничего, что могло бы быть лишним для дальнейшего сюжета».

### Награды
На 58-й церемонии вручения премии «Оскар» в 1986 году картина выиграла только одну статуэтку в номинации «Лучший звуковой монтаж» (Чарльз Эл Кэмпбелл и Роберт Р. Ратлидж). Для Кэмпбелла это был второй «Оскар», свою первую статуэтку он получил тремя годами ранее за работу в фильме Спилберга «Инопланетянин» (ещё спустя три года Кэмпбелл получит свой третий «Оскар» за фильм Земекиса «Кто подставил кролика Роджера»). Фильм «Назад в будущее» получил ещё три номинации: песня «The Power Of Love» номинировалась как «Лучшая песня к фильму». Билл Варни, Б. Теннисон Себастьян II, Роберт Тирлвелл и Уильям Б. Каплан получили номинацию в категории «Лучший звук», а Земекис и Гейл — номинацию за «Лучший оригинальный сценарий» (премия ушла сценаристам фильма «Свидетель»).
Фильм выиграл премию «Хьюго» за «Лучшую постановку» и «Сатурн» за «Лучший фантастический фильм». Майкл Джей Фокс, Кристофер Ллойд, Криспин Гловер, Лиа Томпсон, Томас Ф. Уилсон, композитор Алан Сильвестри, Роберт Земекис, костюмеры и создатели визуальных эффектов также номинировались на премию «Сатурн».
Картина получила номинации на 39-й церемонии вручения премий «BAFTA» в категориях: «Лучший фильм», «Лучший оригинальный сценарий», «Визуальные эффекты», «Лучшая работа художника-постановщика» и «Лучший монтаж».
На 43 церемонии вручения премии «Золотой глобус» картина номинировалась на «Лучшую комедию/мюзикл», «Лучшую песню» («The Power Of Love»), «Лучшую мужскую роль» (Майкл Джей Фокс) и «Лучший сценарий» (Земекис и Гейл).

### Признание
Фильм стал невероятно популярным во всём мире, количество поклонников растёт с каждым годом. В октябре 2015 года — именно в этом времени оказываются главные герои во втором фильме — зафиксировано около 27 миллионов упоминаний трилогии в Интернете, наибольшее из которых приходится на США, Мексику, Великобританию, Канаду и Бразилию. Президент США Рональд Рейган даже употреблял цитаты из фильма.
В 2007 году «Библиотека Конгресса» США внесла картину в Национальный реестр фильмов, как культурно и исторически значимую картину. Рональд Рейган был поклонником фильма. Эпизод, в котором Док в 1955 году спрашивает у Марти, кто будет в 1985 году президентом США, и смеётся над ним, не веря тому, что президентом станет актёр, при первом просмотре Рейган просил повторить несколько раз, а затем долго смеялся. А в следующей сцене, когда Док убедился в том, что его гость действительно прибыл из будущего, увидев у него в руках любительскую видеокамеру JVC GR-C1U со встроенным проигрывателем, которую он принял за «портативную телестудию», сказал: «Не удивительно, что вашим президентом должен быть актёр, ему надо хорошо смотреться в телевизоре». В своём обращении к народу в 1986 году он упомянул фильм в речи о молодых избирателях Америки: «Ещё не было более потрясающего времени для жизни — времени воодушевляющих чудес и героических достижений». Как сказали в фильме: «Там, куда мы направляемся — дороги не нужны». Фильм также возродил интерес к скейтбордам в 1980-х — со временем это увлечение стало популярным не только среди подростков.
Множество телепередач, сериалов, фильмов и игр упоминает картину: «Американский папаша», «Миллион способов потерять голову», «Гриффины», «Grand Theft Auto V», «Мстители: Финал», «Rocket League», «Очень странные дела», «Симпсоны» и многие другие.
Док и Марти стали прототипами пародийных персонажей — главных героев анимационного сериала 2012 года «Рик и Морти». Британская поп-рок группа McFly названа в честь Марти МакФлая. Роман 2011 года «Первому игроку приготовиться» Эрнеста Клайна и его экранизация Стивена Спилберга содержат множество отсылок, а главный герой использует машину ДэЛореан в качестве транспорта. Режиссёр Джей Джей Абрамс также упоминал трилогию как источник вдохновения для некоторых своих проектов.
В 2015 году вышел независимый документальный фильм «Назад во времени», собранный с помощью краудфандинга. Картина рассказывает о поклонниках трилогии и влиянии, которое она оказала на них. Фильм содержит интервью с Майклом Джей Фоксом и Кристофером Ллойдом.
Картина вошла в список 10 лучших фильмов 1985 года по мнению Джина Сискела. Также первая часть трилогии периодически появляется в десятке лучших фильмов по мнению пользователей сайтов КиноПоиск и Internet Movie Database.

### Благотворительность
Многие из главных актёров встречаются после выхода фильма. Часто эти встречи проводятся в благотворительных целях, в том числе в Фонде Майкла Дж. Фокса по борьбе с болезнью Паркинсона и в поддержку проекта HOPE.